# 悪霊喰
『悪霊喰』（あくりょうぐい、英題：The Order、独題：The Sin Eater）は、2003年のドイツ/アメリカ合作のオカルト映画。

## あらすじ
ニューヨークの若き司祭アレックスは、恩師ドミニクがローマで自殺したと知らされ、真相を究明するためにローマに向かう。
ドミニクの遺体にあった傷跡から、何らかの「儀式」が行なわれていたと気付いたアレックスは、仲間のトーマス、そしてアレックスを慕うマーラと3人で独自の調査を行う。そこで3人が行き着いたのは「シン・イーター（sin-eater)＝罪食い人」の存在であった。
「シン・イーター」とは臨終の淵にある者の「罪」を食べることで、その者の魂を救済し、天に導く不老不死の存在。アレックスは導かれるままにシン・イーターであるイーデンと出会い、ドミニクの死の真相を聞く。

## キャスト
※括弧内は日本語吹替
- アレックス・バーニエ - ヒース・レジャー（宮本充）
- マーラ・シンクレア - シャニン・ソサモン（田村真紀）
- トーマス・ギャレット - マーク・アディ（岩崎ひろし）
- ウィリアム・イーデン - ベンノ・フユルマン（井上和彦）
- ドリスコル枢機卿 - ピーター・ウェラー（石塚運昇）
- ドミニク修道士 - フランチェスコ・カルネルッティ（田原アルノ）
- 司教 - マッティア・スブラジア（辻親八）
- 虚ろな目の女 - ロザリンダ・チェレンターノ
- その他吹き替え - 稲葉実、星野充昭、田中正彦、乃村健次、よのひかり、杉本ゆう

## 備考
監督ブライアン・ヘルゲランド、主演ヒース・レジャー、共演シャニン・ソサモン、マーク・アディの組み合わせは、ヒース・レジャーのハリウッド初主演作である『ROCK YOU!』（2001年）についで2作目である。